# Premiul Attila József
Premiile Attila József sunt premii literare acordate anual scriitorilor maghiari începând din 1950. Ele poartă numele poetului maghiar Attila József. În afară de premiul Attila József, alte premii literare prestigioase acordate scriitorilor maghiari sunt Premiul Kossuth și Premiul Baumgarten.

## Câștigători
Printre laureații notabili se numără:
- Mihály Földes (1950 și 1954)
- László Németh (1951)
- Géza Képes (1952)[1]
- Sándor Dallos (1953)
- Lajos Áprily (1954)
- Magda Szabó (1959 și 1972)[2]
- Sándor Csoóri (1954)[3]
- István Fekete (1960)
- Margit Szécsi (1960)[4]
- Endre Illés (hu) (1963)[5][6]
- Endre Fejes (1963)
- Béla Vihar (1966)
- János Pilinszky (1971)
- Menyhért Lakatos (1976)
- Miklós Szentkuthy (1977)
- Ágnes Gergely (1977 și 1987)[7][8]
- Anna Dániel (1983)
- Zsuzsa Rakovszky (1987)[9]
- Menyhért Lakatos (1993)
- Zsófia Balla (1996)[10]
- Zsófia Bán (2008)
- Attila György (2011)[11]
- László Sári (2011)